# 145 г. пр.н.е.
145 (сто четиридесет и пета) година преди новата ера (пр.н.е.) е година от доюлианския (Помпилийски) римски календар.

## Събития

### В Римската република
- Консули са Квинт Фабий Максим Емилиан и Луций Хостилий Манцин.
- Консулът Фабий получава командването в Далечна Испания, за да се сражава с лузитаните, но поради освобождаване от служба на ветераните от войните през 149 – 146 г. пр.н.е. разполага с неопитна армия и временно се стреми да избягва битки, а в негово отсъствие един от подчинените му е победен в битка.[1]
- Като управител на Близка Испания, Гай Лелий успешно отблъсква атаки на вожда Вириат.[1]

### В Азия
- Птолемей VI нахлува с армията си в Сирия и сключва съюз с Деметрий II Никатор, който се жени за дъщеря му Клеопатра Теа.[2][1]
- В Антиохия Птолемей отказва короната на Селевкидите.[2]
- Птолемей и Деметрий побеждават в сражение цар Александър I Балас, но Птолемей е ранен и умира. Деметрий остава единствен цар.[2][1]
- В Антиохия избухва бунт, а Диодот Трифон издига Антиох VI Дионисий за цар.[2][1]

### В Египет
- Птолемей VII управлява за кратко след смъртта на Птолемей VI, но е убит след като Птолемей VIII се завръща от Киренайка и се жени за сестра си и вдовицата на брат си Клеопатра II (която е и майка на Птолемей VII).[1]

## Родени
- Сима Циен, китайски историк, писател и астролог (умрял 86 г. пр.н.е.)

## Починали
- Птолемей VI, фараон на Древен Египет от династията на Птолемеите (роден 185 г. пр.н.е.)
- Птолемей VII, фараон на Древен Египет от династията на Птолемеите (роден 152 г. пр.н.е.)[3]
- Александър I Балас, владетел от династията на Селевкидите